# Francesco Eboli, duca di Castropignano
Francesco Eboli (o Evoli) (Castropignano, 24 febbraio 1693 – Napoli, 20 gennaio 1758) è stato un nobile e militare italiano, duca di Castropignano.
È stato luogotenente della cavalleria del Regno di Napoli nella battaglia di Bitonto del 24 maggio 1734, comandante delle milizie napoletane che occuparono Pescara strappandola agli austriaci nel luglio 1734 e capitano delle milizie napoletane nella battaglia di Velletri del 10 agosto 1744.

## Biografia
Figlio primogenito di Domenico d'Evoli, duca di Castropignano, e Concetta Caracciolo, durante la guerra di successione spagnola si schierò in favore dei Borbone ponendosi al servizio del re di Spagna Filippo V. Passando il Regno di Napoli in possesso degli Asburgo nel 1707, perse i diritti ereditari sul feudo paterno, ottenendone la restituzione solo in seguito al trattato di Vienna del 1725, che, sancendo la pace tra Filippo V e l'imperatore Carlo VI, reintegrò i nobili del partito borbonico nei loro possedimenti.

### La carriera militare
Nel 1733, con il grado di tenente generale, partecipò, sotto il comando del conte di Montemar, alla conquista delle Due Sicilie per l'infante Carlo di Borbone, duca di Parma. Comandò le truppe spagnole nella loro prima azione del conflitto, espugnando il 24 dicembre la fortezza di Aulla in Lunigiana. La conquista fu celebrata dal poeta della corte di Parma Carlo Innocenzo Frugoni, che compose per l'occasione un sonetto dedicato al duca.
Dopo essersi distinto nella battaglia di Bitonto, occupò la fortezza di Pescara, dove si erano asserragliate le truppe austriache ritiratesi da Bari. Grazie al valore dimostrato, nel 1737 verrà insignito del titolo di Grande di Spagna.
Dopo aver cercato invano di diventare viceré di Sicilia, nel 1739 venne nominato ambasciatore a Parigi. Nel 1741, allo scoppio della guerra di successione austriaca, fu richiamato in patria per prendere il comando, al fianco del duca di Montemar, delle operazioni in Lombardia con l'esercito austro-sardo. Nell'agosto del 1742 venne però costretto a ritirarsi dopo che la Gran Bretagna, alleata dell'Austria, minacciò il bombardamento navale di Napoli.
Nel 1744, sotto il comando del re, partecipò alla vittoriosa battaglia di Velletri contro gli austriaci, scongiurando il rischio che gli Asburgo potessero tornare in possesso del Regno di Napoli.

## Ascendenza
|                          |   |                    | Genitori        |  |  | Nonni |  |  | Bisnonni      |  |  | Trisnonni       |  |
|                          |   |                    |                 |  |  |       |  |  | Carlo d'Evoli |  |  | Antonio d'Evoli |  |
|                          |   |                    |                 |  |  |       |  |  | Carlo d'Evoli |  |  | Antonio d'Evoli |  |
|                          |   | Ippolita di Sangro |                 |  |  |       |  |  | Carlo d'Evoli |  |  |                 |  |
| Francesco d'Evoli        |   |                    |                 |  |  |       |  |  | Carlo d'Evoli |  |  |                 |  |
|                          |   | Eleonora Carafa    | Girolamo Carafa |  |  |       |  |  |               |  |  |                 |  |
|                          |   | Eleonora Carafa    | Girolamo Carafa |  |  |       |  |  |               |  |  |                 |  |
|                          |   | Eleonora Carafa    | Diana Gesualdo  |  |  |       |  |  |               |  |  |                 |  |
| Domenico d'Evoli         |   | Eleonora Carafa    |                 |  |  |       |  |  |               |  |  |                 |  |
|                          |   | Antonio Carafa     | ?               |  |  |       |  |  |               |  |  |                 |  |
|                          |   | Antonio Carafa     | ?               |  |  |       |  |  |               |  |  |                 |  |
|                          |   | Antonio Carafa     | ?               |  |  |       |  |  |               |  |  |                 |  |
| Giovanna Carafa          |   | Antonio Carafa     |                 |  |  |       |  |  |               |  |  |                 |  |
|                          |   | Isabella Salazar   | ?               |  |  |       |  |  |               |  |  |                 |  |
|                          |   | Isabella Salazar   | ?               |  |  |       |  |  |               |  |  |                 |  |
|                          |   | Isabella Salazar   | ?               |  |  |       |  |  |               |  |  |                 |  |
| Francesco d'Evoli        |   | Isabella Salazar   |                 |  |  |       |  |  |               |  |  |                 |  |
|                          | ? | ?                  |                 |  |  |       |  |  |               |  |  |                 |  |
|                          | ? | ?                  |                 |  |  |       |  |  |               |  |  |                 |  |
|                          | ? | ?                  |                 |  |  |       |  |  |               |  |  |                 |  |
| Giulio Cesare Caracciolo | ? |                    |                 |  |  |       |  |  |               |  |  |                 |  |
|                          |   | ?                  | ?               |  |  |       |  |  |               |  |  |                 |  |
|                          |   | ?                  | ?               |  |  |       |  |  |               |  |  |                 |  |
|                          |   | ?                  | ?               |  |  |       |  |  |               |  |  |                 |  |
| Concetta Caracciolo      |   | ?                  |                 |  |  |       |  |  |               |  |  |                 |  |
|                          |   | ?                  | ?               |  |  |       |  |  |               |  |  |                 |  |
|                          |   | ?                  | ?               |  |  |       |  |  |               |  |  |                 |  |
|                          |   | ?                  | ?               |  |  |       |  |  |               |  |  |                 |  |
| Aurelia Carafa           |   | ?                  |                 |  |  |       |  |  |               |  |  |                 |  |
|                          |   | ?                  | ?               |  |  |       |  |  |               |  |  |                 |  |
|                          |   | ?                  | ?               |  |  |       |  |  |               |  |  |                 |  |
|                          |   | ?                  | ?               |  |  |       |  |  |               |  |  |                 |  |
|                          |   | ?                  |                 |  |  |       |  |  |               |  |  |                 |  |

## Discendenza
Si sposò il 28 maggio 1735 con Zenobia Revertera, che gli diede:
- Concetta, morta in fasce;
- Maria Giovanna, che sposò Giovanni Milano e fu madre di Michele Maria;
- Mariano, il quale sposò Livia Gargano.